# Steingarten (Gemeinde St. Jakob in Defereggen)
Steingarten ist ein Einzelhof der Fraktion Oberrotte in der Gemeinde St. Jakob in Defereggen im Defereggental (Osttirol).

## Geographie
Steingarten liegt am sonnenseitigen Abhang des Weißen Beils rund 70 Meter über der Schwarzach linksseitig bzw. östlich des Steinerbachs. Steingarten besteht aus einem Wohnhaus, einer Wassermühle sowie Nebengebäuden. Zum Ensemble gehört auch ein Wegkreuz. Steingarten ist die einzige Siedlung der Oberrotte östlich des Steinerbachs. Benachbarte Siedlungen sind der Einzelhof Neugarten im Osten, das Dorf St. Jakob in Südosten, Unterstein im Süden, Jesach im Westen und Ede im Norden.

## Geschichte
Die Besiedelung von Steingarten geht auf die salzburgerische Schwaige (Urhof) Jesach, auch Unter- oder Niederjesach, zurück. Die Schwaige bildete zusammen mit der Schwaige Ede eine Enklave im görzischen Teil des Defereggentals und gehörte staatlich zum Erzstift Salzburg und kirchlich bis 1669 zum Vikariat St. Veit. Die Schwaige Niederjesach wurde oftmals auch als Schwaige Stein bezeichnet und in Ober- und Unterstein unterteilt. Während Oberstein (Steingarten) unter einem schützenden Granitfelsen situiert wurde, musste Unterstein auf Grund der gefährdenden Ausbrüche des Steinerbachs etwas westlich von diesem angelegt werden. Im Urbar des zuständigen salzburgischen Amtes Windisch Matrei war die Steinerschwaige 1644 an Christian und Urban Jesach frei gestiftet. Das Zehenturbar von St. Veit nennt 1673 Niklas Steiner und Gall Asamer zu je einem Fünftel als Besitzer von Stein, der übrigen Teil gehörte Simon Steiner. Nach dem salzburgischen Steuerbuch war Christian Steiner um 1780 in Oberstein angestiftet, ab 1811 war hier die Familie Kröll ansässig.
Steingarten wird von der Statistik Austria bis 1961 nicht separat ausgewiesen, sondern bei der Oberrotte oder 1923 vermutlich bei Jesach miteingerechnet. 1961 wird Steingarten erstmals als Einzelhof mit sieben Einwohnern genannt, 1971 lebten hier fünf Personen, im Jahr 1981 waren es acht Bewohner. Danach wird Steingarten nicht mehr in den Ortsverzeichnissen separat ausgewiesen.